# Koninkrijk Beieren
Het koninkrijk Beieren (Duits: Königreich Bayern) was een Duitse staat die bestond van 1806 tot 1918. Het behoorde achtereenvolgens tot de Rijnbond, de Duitse Bond en het Duitse Keizerrijk. De Beierse koningen stamden af van de linie Palts-Birkenfeld-Bischweiler van het huis Wittelsbach. De hoofdstad en het hof waren gevestigd in München.
Het koninkrijk Beieren lag in Zuid-Duitsland en was na Oostenrijk en Pruisen de grootste staat binnen de Duitse bond. Tijdens de napoleontische oorlogen veranderde het grondgebied van Beieren regelmatig. Zo maakte Tirol tussen 1806 en 1815 deel uit van het koninkrijk. Na 1815 bestond Beieren uit twee van elkaar gescheiden landsdelen: Beieren en de Palts. Het Beierse deel werd omsloten door de Alpen, het Bohemer Woud, het Thüringer Woud en de Rhön. De belangrijkste rivieren in dit deel waren de Donau en de Main. De Palts lag aan de linkerzijde van de Rijn.
Tijdens de napoleontische oorlogen was het keurvorstendom Beieren aanvankelijk een bondgenoot van Oostenrijk, maar vanaf 1805 koos het de kant van de Franse keizer Napoleon. Met steun van Napoleon werd Beieren in 1806 tot koninkrijk verheven en werd het land lid van de Rijnbond. Op het Congres van Wenen in 1815 moest Beieren de gebieden die het met Franse steun van Oostenrijk had verkregen afstaan, maar ter compensatie kreeg Beieren de Palts en Würzburg toebedeeld. In 1818 kreeg het koninkrijk een grondwet naar Frans voorbeeld. Na de Revoluties van 1848 werden liberale hervormingen doorgevoerd. Tijdens de Pruisisch-Oostenrijkse Oorlog (1866) streed Beieren mee aan Oostenrijkse zijde en verloor. De Duitse Bond werd ontbonden en Pruisen richtte de Noord-Duitse Bond op, waar Oostenrijk, Beieren en de andere Zuid-Duitse staten van werden uitgesloten. Na een toenadering tot Pruisen trad Beieren in 1871 toe tot het Duitse Keizerrijk. De koning werd in 1918 na de Novemberrevolutie aan het einde van de Eerste Wereldoorlog afgezet en Beieren werd een vrijstaat.

## Koningen en eerste ministers
| naam                | periode     | opmerking                              |
| ------------------- | ----------- | -------------------------------------- |
| Maximiliaan I Jozef | 1805 - 1825 |                                        |
| Lodewijk I          | 1825 - 1848 |                                        |
| Maximiliaan II      | 1848 - 1864 |                                        |
| Lodewijk II         | 1864 - 1886 |                                        |
| Otto I              | 1886 - 1913 |                                        |
|                     | 1886 - 1912 | Regent : Luitpold, zoon van Lodewijk I |
|                     | 1912 - 1913 | Regent : Lodewijk, zoon van Luitpold   |
| Lodewijk III        | 1913 - 1918 | 1918 : moest aftreden                  |

## Afbeeldingen

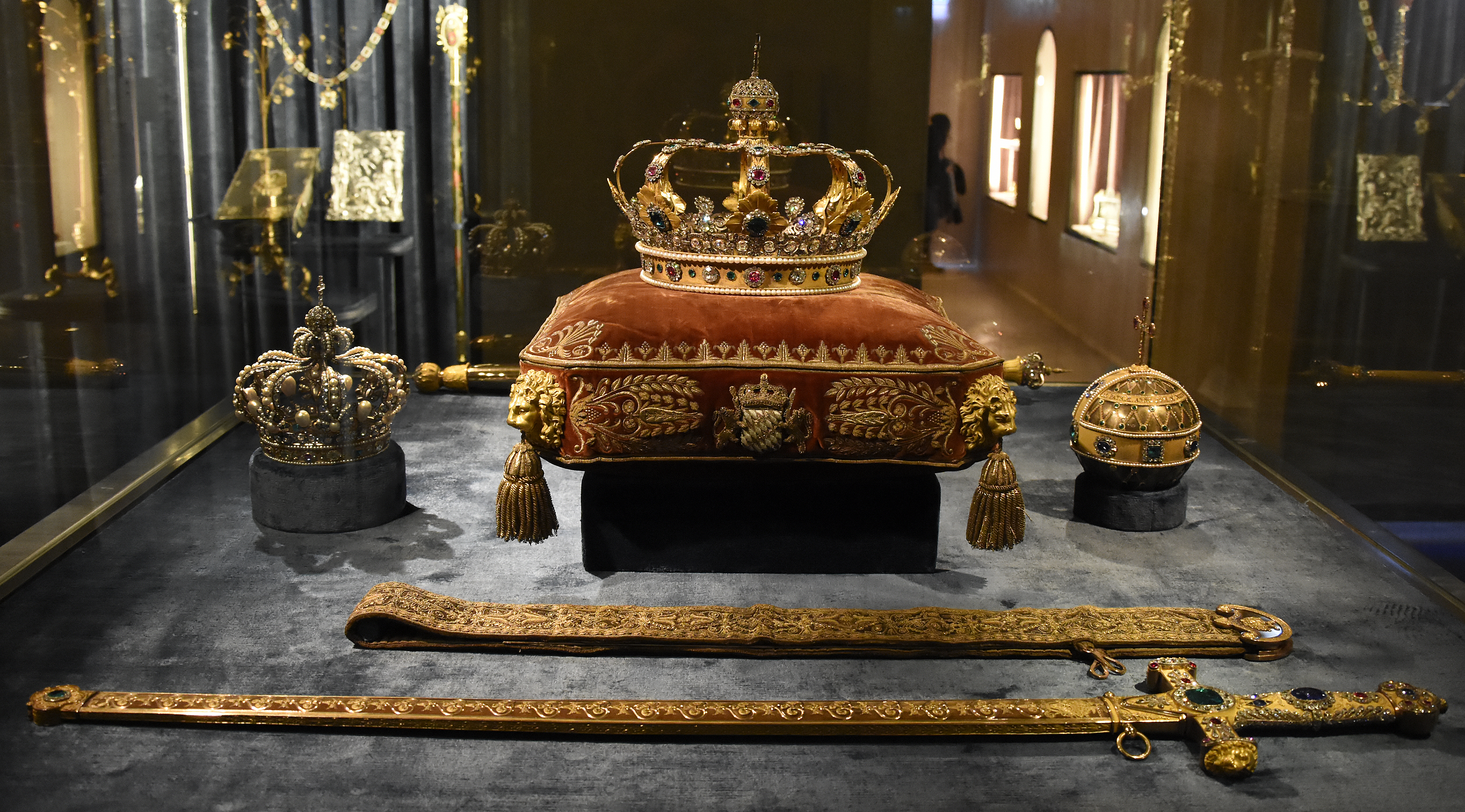
Kroonjuwelen van de Beierse koning (1806) in de Residentie van München
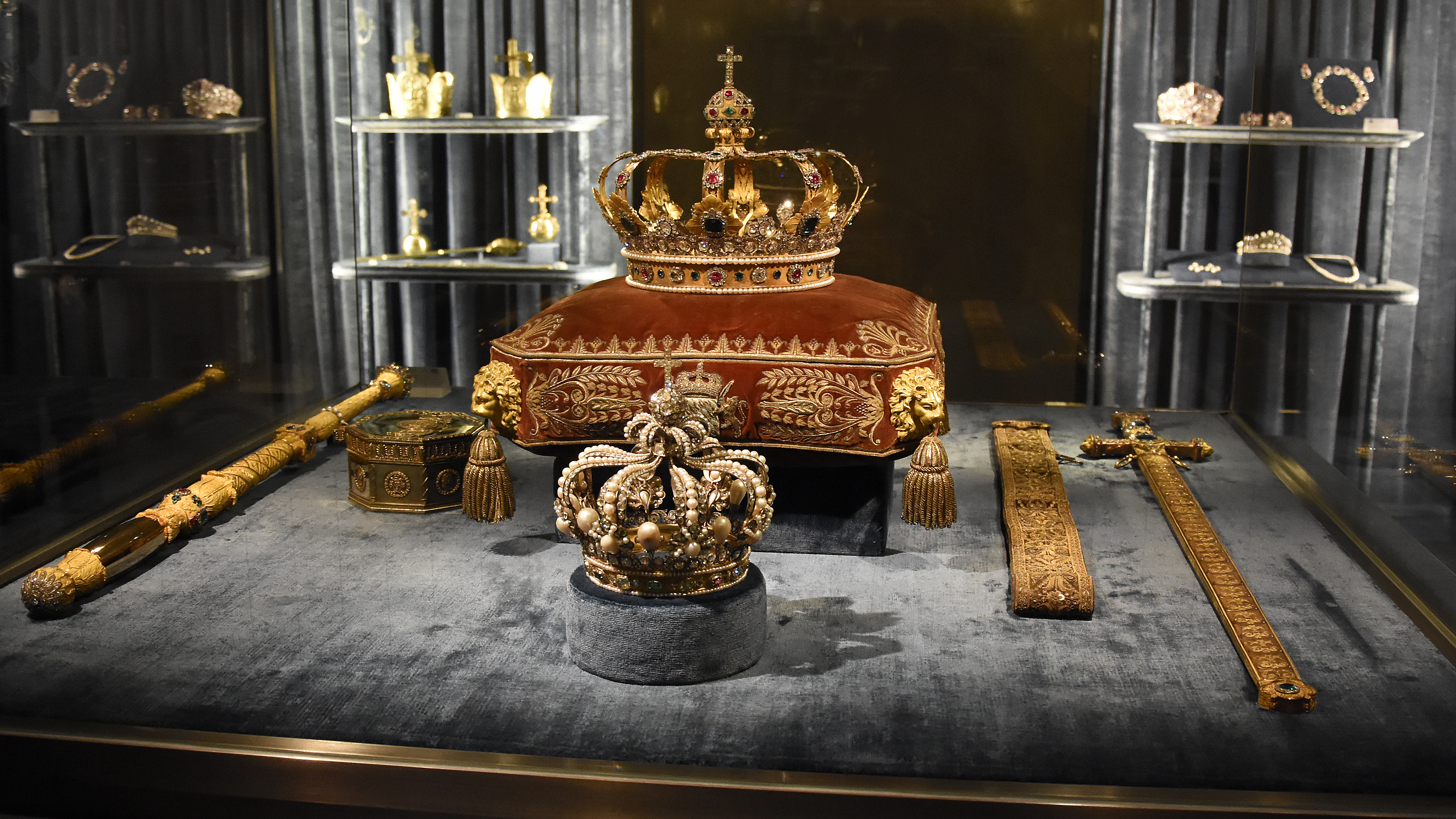
Kroonjuwelen van de Beierse koning (1806)

Anhalt (1863-1866) ·
Anhalt-Bernburg (1815-1863) ·
Anhalt-Dessau-Köthen (1853-1863) ·
Anhalt-Dessau (1815-1853) ·
Anhalt-Köthen (1815-1853) ·
Baden · Beieren · Bremen · Brunswijk · Frankfort · Hamburg · Hannover · Hessen-Darmstadt · Hessen-Homburg · Hessen-Kassel · Hohenzollern-Hechingen · Hohenzollern-Sigmaringen · Holstein · Lauenburg · Liechtenstein · Limburg · Lippe · Lübeck · Luxemburg · Mecklenburg-Schwerin · Mecklenburg-Strelitz · Nassau · Oldenburg · Oostenrijk · Pruisen · Reuss jongere linie · Reuss oudere linie · Saksen · Saksen-Altenburg · Saksen-Coburg en Gotha · Saksen-Meiningen ·  Saksen-Weimar-Eisenach · Schaumburg-Lippe · Schwarzburg-Rudolstadt · Schwarzburg-Sondershausen · Waldeck-Pyrmont · Württemberg
Anhalt · Baden · Beieren · Bremen · Brunswijk · Elzas-Lotharingen · Hamburg · Hessen · Lauenburg · Lippe · Lübeck · Mecklenburg-Schwerin · Mecklenburg-Strelitz · Oldenburg · Pruisen · Reuss jongere linie · Reuss oudere linie · Saksen · Saksen-Altenburg · Saksen-Coburg en Gotha · Saksen-Meiningen · Saksen-Weimar-Eisenach · Schaumburg-Lippe · Schwarzburg-Rudolstadt · Schwarzburg-Sondershausen · Waldeck · Württemberg